# Repubblica Socialista Sovietica Autonoma di Udmurtia
La Repubblica Socialista Sovietica Autonoma di Udmurtia (in udmurto: Удмурт Автономной Советской Социалистической Республика / Avtonomnoj Sovetskoj Socialistićeskoj Respublika; in russo Удмуртская Автономная Советская Социалистическая Республика?, Udmurtskaja Avtonomnaja Sovetskaja Socialističeskaja Respublika) è stata una repubblica autonoma dell'Unione Sovietica, dal nome del popolo degli udmurti. Fu creata il 4 novembre 1920 come Oblast' autonoma di Votyak ("Votyak" è un nome antico di udmurto, "Vot" è un nome obsoleto degli udmurti) e ribattezzata Oblast' autonoma di Udmurtia nel 1932. Il 28 dicembre 1934 l'oblast' fu ribattezzata come Repubblica Socialista Sovietica Autonoma di Udmurtia, ma divenne un membro a pieno titolo della Repubblica Socialista Federativa Sovietica Russa dopo il 1936.
Nel 1937 con la creazione della costituzione dell'Udmurtia, il Soviet Supremo della Repubblica prese il potere. Il Consiglio Supremo dell'Udmurtia dichiarò la sovranità statale il 20 settembre 1990 e la Repubblica socialista sovietica fu ribattezzata Repubblica di Udmurtia l'11 ottobre 1991.

## Storia
Il 27 ottobre 1917 i bolscevichi ottennero il potere a Iževsk e istituirono un governo territoriale. Il Primo Congresso decise di aderire alla Repubblica Socialista Federativa Sovietica Russa nel giugno 1918. Nell'aprile 1919, l'Udmurtia fu governata da Aleksandr Kolčak. L'Armata Rossa rimosse Kolčak dal potere due mesi dopo, nel giugno 1919. Nel 1920, il Comitato esecutivo centrale e il Consiglio dei commissari del popolo della RSFSR istituirono la regione autonoma di Votskaja. Nel 1932, la regione autonoma di Votskaja fu ribattezzata come regione autonoma udmurta. Il 27 febbraio 1921 la prima Conferenza comunista regionale dichiarò il territorio come regione autonoma.
Sotto i piani quinquennali dal 1929 al 1940, l'Udmurtia divenne industrializzata. Nel 1940, crebbero la letteratura e l'arte professionale e furono create delle istituzioni educative e scientifiche. Nel marzo 1937 il Secondo Congresso ratificò la costituzione udmurta.
Durante la seconda guerra mondiale, i lavoratori dell'Udmurtia produssero le armi per l'Armata Rossa. Durante la guerra, l'Udmurtia produsse 11.000.000 di fucili e carabine, superando la produzione industriale tedesca. Le fabbriche industriali furono trasferite dall'Ucraina all'Udmurtia, aumentando così la popolazione etnica russa e stimolando la crescita economica. Nel 1969 in Udmurtia furono creati gli impianti petroliferi.